# جوزيف فيولا
جوزيف فيولا (بالمجرية: Viola József)‏ أو جوفاني فيولا، من مواليد 10 يونيو 1896 في كوماروم في هنغاريا، وتوفي في 18 أغسطس 1949، لاعب كرة قدم هنغاري سابق، ومدرب كرة قدم هنغاري سابق.
بدأ مسيرته الكروية مع نادي توريكفيز في موسم 1919/1920، وفي موسم 1921/1922 انتقل إلى نادي برلين الألماني، وفي موسم 1922/1923 انتقل إلى نادي فيورنتينا الإيطالي، وفي موسم 1923/1924 انتقل إلى نادي سبيزا الإيطالي، وفي عام 1924 انتقل إلى نادي يوفنتوس الإيطالي، ولعب معهم حتى عام 1927، وشارك معهم في 56 مباراة وسجل 4 أهداف، وفي موسم 1928/1929 انتقل إلى نادي إنتر ميلان الإيطالي، وفي موسم 1929/1930 انتقل إلى نادي يوفنتوس الإيطالي، ولعب معهم 21 مباراة، وفي موسم 1930/1931 انتقل إلى نادي أتالانتا الإيطالي، ولعب معهم 18 مباراة.
و قد درب نادي يوفنتوس الإيطالي منذ عام 1927 وحتى عام 1929، ودرب نادي إنتر ميلان الإيطالي في موسم 1928/1929، ودرب نادي إيه سي ميلان الإيطالي في موسم 1933/1934، ودرب نادي لاتسيو الإيطالي منذ عام 1936 وحتى عام 1939، وعاد إلى تدريب نادي إيه سي ميلان الإيطالي في موسم 1939/1940، ودرب نادي بولونيا الإيطالي في موسم 1946/1947.

## روابط خارجية
- جوزيف فيولا على موقع عالم كرة القدم.نت (الإنجليزية)